# Clio (South Carolina)
Clio is een plaats (town) in de Amerikaanse staat South Carolina, en valt bestuurlijk gezien onder Marlboro County.

## Demografie
Bij de volkstelling in 2000 werd het aantal inwoners vastgesteld op 774. In 2006 is het aantal inwoners door het United States Census Bureau geschat op 744, een daling van 30 (-3,9%).

## Geografie
Volgens het United States Census Bureau beslaat de plaats een oppervlakte van 2,2 km², geheel bestaande uit land. Clio ligt op ongeveer 53 m boven zeeniveau.

## Plaatsen in de nabije omgeving
De onderstaande figuur toont nabijgelegen plaatsen in een straal van 20 km rond Clio.